# Sinodo di Gangra
Il sinodo o concilio di Gangra fu un sinodo locale che si tenne nella città di Gangra, capitale e sede metropolitana della provincia romana della Paflagonia nella diocesi civile del Ponto.

## Datazione
Resta a tutt'oggi incerta la data esatta della celebrazione di questo sinodo, e nemmeno le date estreme sono sicure. Secondo la Storia ecclesiastica di Sozomeno, il sinodo si celebrò prima di un concilio celebrato ad Antiochia nel 341; lo storico Socrate Scolastico invece colloca il sinodo di Gangra dopo un concilio svoltosi a Costantinopoli nel 360. Lo storico tedesco Karl Josef von Hefele, nella sua opera sulla storia dei concili, preferisce la datazione di Sozomeno a quella di Socrate; la data tradizionale del sinodo è quella del 340 circa.
Studi recenti di T.D. Barnes propongono una nuova cronologia: secondo Barnes, il concilio di Antiochia, di cui parla Sozomeno, non è quello del 341, ma quello celebrato nel 358, e il sinodo di Gangra andrebbe perciò collocato attorno al 355. Un altro storico, Avshalom Laniado, partendo da una versione siriaca degli atti del sinodo di Gangra, propone come datazione quella del 343; questa è la data accettata dal redattore di un antico testo siriaco, il Synodicon orientale.

## Partecipanti
Resta pure incerto il numero dei vescovi che presero parte al sinodo di Gangra. La lettera sinodale redatta al termine delle sessioni sinodali, riporta i nomi di tredici vescovi, ma senza la sede episcopale di appartenenza. I nomi sono: Eusebio, Eliano, Eugenio, Olimpio, Bitinio (o Bitinico), Gregorio, Fileto, Pappo, Eulalio, Ipazio, Proeresio, Basilio e Basso. Secondo Hefele, quasi tutti questi sarebbero stati vescovi della diocesi civile del Ponto. Le traduzioni della lettera sinodale in alcuni casi riportano un numero diverso di partecipanti; la traduzione latina ha aggiunto anche il nome di Osio di Cordova, che è tuttavia da escludere.
Secondo Hefele, se il sinodo si celebrò attorno al 340, alcuni dei nomi della lettera sinodale potrebbero essere identificati, come segue: Eusebio sarebbe il vescovo di Nicomedia, Gregorio di Nazianzo, Basilio di Ancira, Proeresio di Sinope, Fileto di Giuliopoli o di Crazia, Bitinio di Zela, Ipazio di Gangra, Eugenio di Eucarpia e Olimpio di Eno.
Tre dei nomi presenti nella lettera sinodale, figurano anche tra i firmatari degli atti del concilio di Sardica, e cioè Proeresio di Sinope, Fileto di Giuliopoli (o di Crazia) e Bitinico di Zela; questo concilio è oggi datato tra l'autunno 343 e la primavera del 344.

## Disposizioni
Il sinodo, presieduto dal vescovo Eusebio, discusse e condannò le posizioni del vescovo Eustazio di Sebaste e della sua comunità di monaci, con pratiche vicine a quelle dei montanisti e degli encratiti, promulgando venti canoni.
Il sinodo condannò gli insegnamenti di Eustazio, il quale si sarebbe in seguito conformato ai venti canoni che furono promulgati a Gangra; per tale motivo è possibile ricostruire le pratiche e le dottrine del gruppo ispirato da Eustazio a partire dai canoni che li condannano. Il sinodo condannò coloro che:
1. condannano il matrimonio e affermano che le donne sposate che giacciono con i propri mariti non entreranno nel Regno dei Cieli;
2. condannano chi mangia carne che non sia stata consacrata agli dei;
3. insegnano agli schiavi di disprezzare il proprio padrone e di fuggire, o di non servirlo in buona fede;
4. sostengono che non sia corretto accettare le offerte di un presbitero sposato;
5. insegnano a disprezzare le chiese e le assemblee che vi si tengono
6. tengono assemblee al di fuori delle chiese e presumono di svolgervi pratiche ecclesiastiche;
7. prendono per sé le offerte destinate alle chiese;
8. raccolgono senza l'autorizzazione del vescovo gli introiti destinati alla Chiesa;
9. restano vergini e non si sposano, non perché stimino la verginità in sé, ma perché aborrono il matrimonio;
10. sono vergini e criticano gli sposati;
11. disprezzano chi organizza delle agape (banchetti dell'amore) e non vi partecipa;
12. indossano i περιβόλαια (peribolaea, mantelli usati dai filosofi per dimostrare il disprezzo per il lusso) e criticano chi indossa invece i più comuni βήροι (lacernae);
13. indossano abiti da uomo, pur essendo donne, sotto la pretesa di ascetismo;
14. essendo donne, abbandonano il marito perché aborrono il matrimonio;
15. si disinteressano dei propri figli e non li nutrono, sotto la pretesa di ascetismo;
16. si disinteressano dei propri genitori, specialmente se credenti, sotto la pretesa di onorare la pietà più dei propri genitori;
17. essendo donne, sotto la pretesa di ascetismo, tagliano i propri capelli, che Dio ha dato loro come memento della loro sottomissione;
18. digiunano di domenica, sotto la pretesa di ascetismo;
19. non digiunano come richiesto dalla Chiesa, in assenza di necessità mediche;
20. non partecipano e disprezzano alle assemblee in onore dei martiri.